# Bouncer
Un Bouncer o abreviado BNC es un software o programa que se utiliza para transmitir el tráfico y las conexiones en las redes de ordenadores, como un proxy. El uso de un BNC permite a un usuario ocultar la fuente original de la conexión del usuario, proporcionando privacidad, así como la capacidad para enrutar el tráfico a través de un lugar específico. Un BNC también se puede utilizar para ocultar el objetivo real al que un usuario se conecta.

## En IRC
Un uso común es a través de Internet Relay Chat (IRC) a través de un funcionamiento BNC en servidores remotos. En tal ambiente, donde es muy fácil determinar la dirección IP de un usuario, un BNC puede ayudar a ocultar la fuente de conexión original, así como proporcionar la oportunidad para las "vhosts" o "máquinas virtuales". El uso de un vhost no oculta la conexión mejor, sino simplemente agrega una instrucción como el nombre de host.
Quedan muchas BNC conectado a un servidor de IRC en el caso de que el cliente debe desconectarse de Internet. A menudo, los cambios de estado se realiza un seguimiento de manera que puedan ser transmitidos al cliente después de la reconexión. Algunas implementaciones optan por almacenar todos los mensajes enviados a través de la red que el cliente normalmente habría recibido, y enviarlos a la reconexión de los clientes, lo que se considera a menudo ser demasiado dependiente de los recursos para servicios de alojamiento comercial para ofrecer. Otras características como las funciones de bot se pueden incluir con varias implementaciones, pero no son estándar.

## Programas Bouncer
- Bip IRC Proxy  mantiene una conexión persistente y muestra un atraso cuando se vuelva a conectar.
- bnc es el bouncer original.
- ezbounces características incluyen protección por contraseña, la administración remota, la explotación forestal y escuchar en varios puertos.
- JBouncer escrito en Java. Soporta el registro.
- muh bnc es un elegante y versátil irc-rebote herramienta que también saldrá a la IRC en cuanto se ha puesto en marcha, vigilancia o intentar obtener su nick.
- psyBNC se dice que es el más antiguo y más conocido bouncer de IRC. Es extremadamente fácil de usar, funciona con GNU y se hizo popular en FreeBSD, compatible con IPv4, IPv6, SSL, registro, varios usuarios y redes, etc Aunque psyBNC es como cualquier otro proxy IRC, a menudo se instalan en los sistemas comprometidos por el atacante.[2]
- shroudBNC soporta conexiones SSL y ofrece una interfaz web.
- ZNC soporta conexiones SSL, IPv6 y la tala y ofrece una interfaz web. Es extensible por módulos y scripts en C + +, Python, Perl y Tcl.
- SimpleBouncer escrito en Java es un proxy/bouncer genérico. Soporta túneles SSL, Failover y LoadBalancing de destinos.[3]